# Howard Staunton

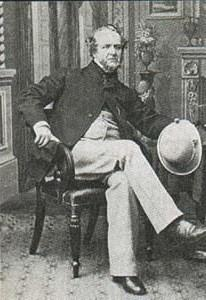
Howard Staunton

Howard Staunton (duben 1810, Westmoreland – 22. června 1874, Londýn) byl anglický šachový mistr považovaný v letech 1843 až 1851 za nejsilnějšího hráče na světě.

## Neoficiální mistr světa
Svůj titul neoficiálního mistra světa v šachu si Howard Staunton vybojoval ve dvou zápasech s Francouzem Pierrem Charlesem Fournierem de Saint-Amantem. První z nich se konal v dubnu a v květnu roku 1843 v Londýně a Staunton v něm ještě prohrál 3:2 (=1), V odvetě v Café de la Régence v Paříži v listopadu a prosinci téhož roku však již Staunton Saint-Amanta porazil 11:6 (=4) a nastoupil na jeho pomyslný trůn.
Svoje vedoucí postavení ve světovém šachu pak Staunton obhájil ještě roku 1846 v Londýně vítězstvím nad německými šachisty Danielem Harrwitzem v poměru 7:0 a Bernhardem Horwitzem v poměru 14:7 (=3) a roku 1851 rovněž v Londýně vítězstvím nad ruským mistrem finského původu Jänischem 7:2 (=1),
Staunton také patřil k významným organizátorům šachového života. Zabýval se myšlenkou založit mezinárodní šachovou federaci a podílel se i na organizaci mezinárodního turnaje v Londýně v roce 1851. V turnaji hrál jako favorit, ale skončil až na čtvrtém místě a musel svůj neoficiální titul světového šampióna předat vítězi turnaje, německému šachistovi Adolfu Anderssenovi, který jej v semifinále vyřadil 4:1, V zápase o třetí místo pak Staunton prohrál s Elijahem Williamsem 3:4 (=1).
Když pak roku 1853 prohrál Staunton v Bruselu s německým šachistou Tassilem von Heydebrandem und der Lasou 5:3 (=4), opustil prakticky světové šachové kolbiště. Paul Morphy jej v roce 1858 vyzýval k zápasu již marně.

## Šachový myslitel, organizátor, novinář a učitel

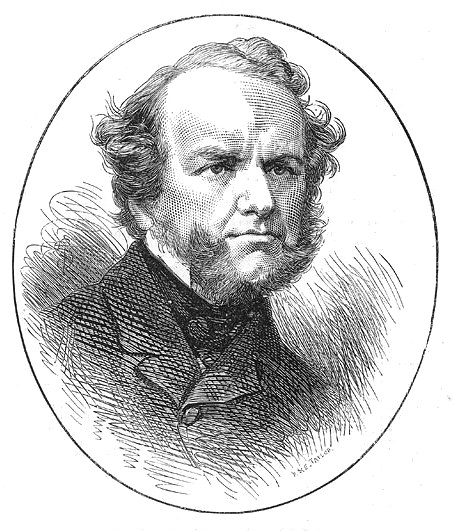
Howard Staunton

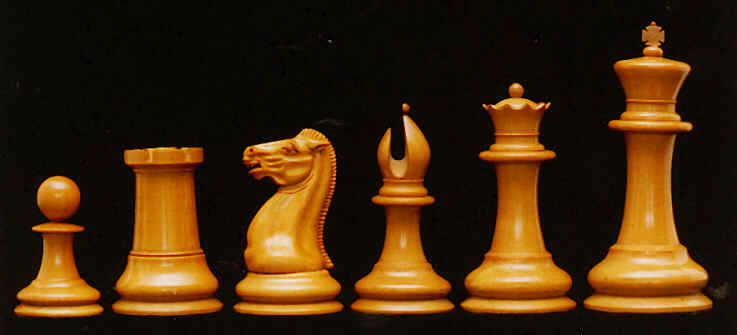
Stauntonky, šachové figurky pojmenované po Howardu Stauntonovi

Staunton byl skutečně originální šachový myslitel. V praxi často odkládal okamžité obsazení centra pěšci a raději využíval metody postupného strategického tlaku na střed s pomocí tzv. fiancheattovaných střelců, čímž vlastně předběhl myšlenky hypermodernistické školy. Hrál přísně pozičně, výborně manévroval, byl chladnokrevný v obraně, nepouštěl se do odvážných kombinací (obětoval jen tehdy, když se daly důsledky oběti přesně propočítat) a spokojoval se i s malou výhodou, kterou však celkem přesně uplatňoval v koncovkách. Svým bezpečným založením partie a jejím pozičním vedením rozvinul učení F. A. D. Philidora a předjímal již některé názory Wilhelma Steinitze. Je po něm pojmenována anglická hra, kterou uvedl do praxe.
Staunton se také zabýval pravidly šachu a zasloužil se o zavedení časové kontroly, tj. časového omezení partie, které určuje kolik tahů a v jaké době musí hráč odehrát. Roku 1843 založil první anglický šachový časopis Chess Player’s Chronicle, vedl světově známou šachovou rubriku v časopise Illustrated London News, navrhl definici indexů šachových zahájení a z jeho iniciativy byla v roce 1857 založena British Chess Association, první šachová organizace na světě. Působil i jako šachový učitel, neboť napsal šachovou učebnici Chess Player’s Handbook (1847, Příručka šachového hráče) a dílo The Chess Player’s Companion (vydáno až 1896, Společník šachového hráče). Po Stauntonovi byl také z reklamních důvodů roku 1849 pojmenován elegantní typ šachových figurek (tzv. „stauntonky“), se kterými se v západních zemích hraje dodnes.